# Санникова протока
Са́нникова прото́ка (рос. Санникова пролив, якут. Санников силбэһиитэ) — протока в Північному Льодовитому океані, сполучає Східносибірське море та море Лаптєвих. Відділяє російські острови Котельний острів (з групи Анжу) на півночі та Малий Ляховський острів (із групи Ляховських островів) на півдні з групи Новосибірських островів.
Довжина протоки становить 238 км, ширина 55 км, глибина 24 м. Цілий рік у водах зустрічається лід.
Протока названа на честь російського промисловця Якова Саннікова.
| Росія | Це незавершена стаття з географії Росії. Ви можете допомогти проєкту, виправивши або дописавши її. |